# Uadi El-Harrach
El uadi El-Harrach es un río argelino que nace en el Atlas Blidéen, cerca de Hammam Melouane. Tiene 67 kilómetros de longitud y desemboca en el mar Mediterráneo, en plena bahía de Argel.

## Hidrografía
El uadi El-Harrach atraviesa la llanura de Mitidja desde Bougara y riega las zonas agrícolas de los alrededores, gracias sobre todo a sus afluentes y canales, los wadis Djemâa, Baba Ali, El Terro, y Semar, que atraviesa una zona industrial en los suburbios del este de Argel.
Su principal afluente es el uadi El Kerma, que aumenta el volumen del río gracias a las aguas que bajan del sahel argelino.
El uadi El-Harrach tiene un caudal medio de 4 a 5 m3/s, pero puede llegar a los 3.000 m3/s en épocas de crecida.

## Contaminación
Antes apreciado por los pecadores, ahora está extremadamente contaminado, superando 30 veces las normas aceptadas y 400 veces las de la OMS. En efecto, atraviesa en sus últimos 9 kilómetros, hasta su desembocadura, un importante tejido urbano e industrial (ZI Baba Ali, ZI Gué de Constantine y ZI El-Harrach) que vierten en él sus vertidos químicos y aguas residuales.
La contaminación del río amenaza  la bahía de Argel, ya que en 2005 un estudio realizado por el japonés Mitsuo Yoshida descubrió plomo, cloro, zinc y cromo en grandes cantidades vertidos al mar.

### Descontaminación
Desde hace varios años, los poderes públicos intentan reducir o absorber la contaminación del wadi, pero hasta la fecha no se ha hecho nada concreto, aparte de un enmascaramiento químico de los olores en la desembocadura del wadi, conocido como operación jazmín, encargado a Suez Environnement.
El 13 de junio de 2012, APS anunció el lanzamiento oficial de las obras de saneamiento por parte del consorcio argelino-coreano (Cosider-Daewoo Construcciones) por un importe total de 38 mil millones de dinares.

Se trata de un proyecto de descontaminación del río a lo largo de 18 km desde su desembocadura hasta el cruce de su afluente el uadi Djemaa entre Baraki y Sidi Moussa. La anchura de la rambla se ha recalibrado, las riberas se han acondicionado con paseos, jardines y parques urbanos.

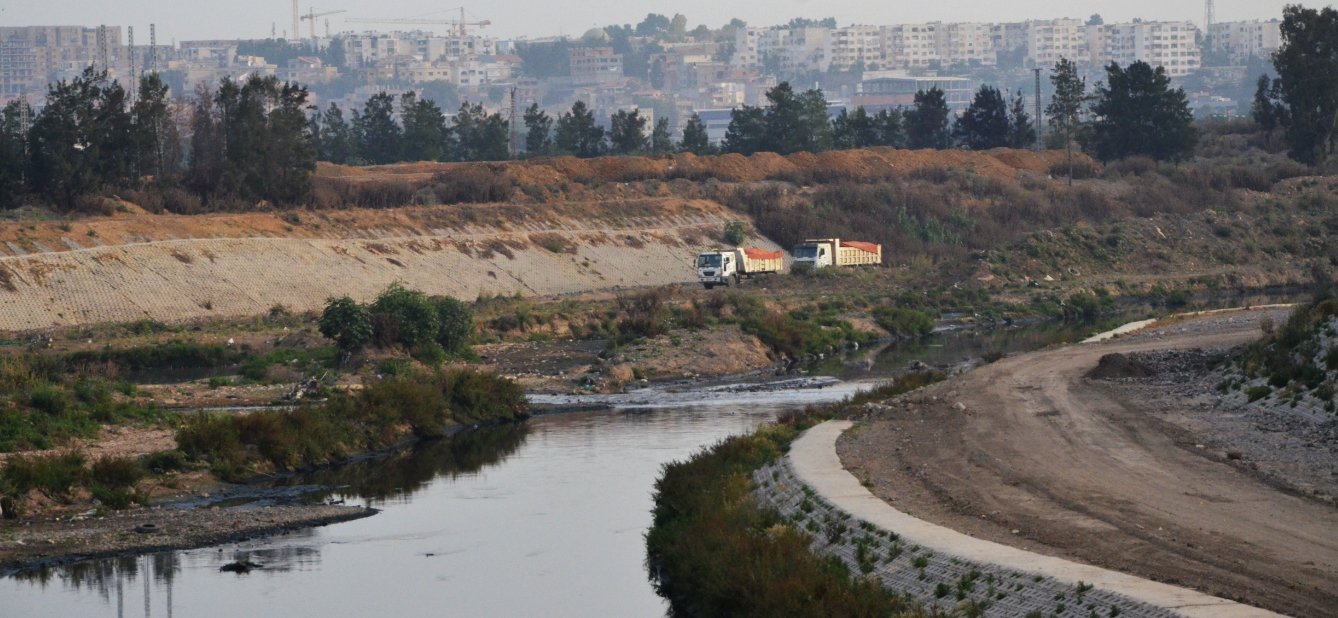
El uadi El Harrach cerca de Semmar en Gué de Constantine
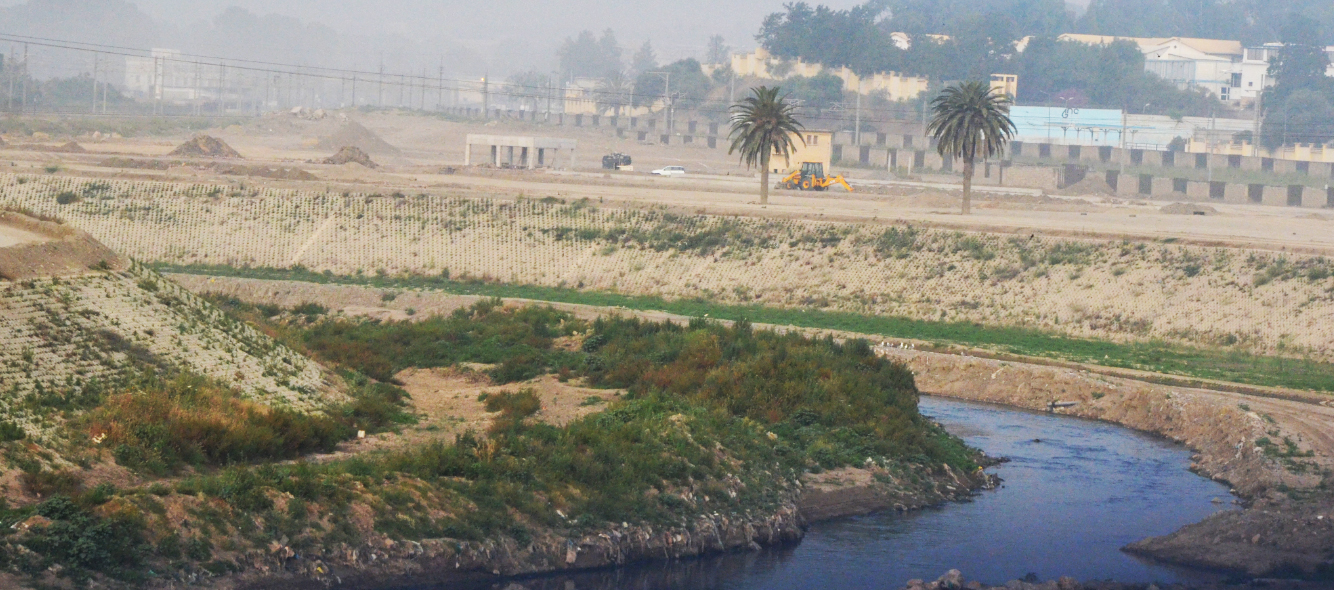
El uadi El Harrach cerca de Baraki